# Episodi di American Crime (terza stagione)
La terza e ultima stagione della serie televisiva American Crime è stata trasmessa in prima visione assoluta negli Stati Uniti dal 12 marzo al 30 aprile 2017 su ABC.
In lingua italiana la stagione verrà resa disponibile sulla piattaforma pay TIMvision dal 17 ottobre 2017. La trasmissione televisiva è invece inedita.
| nº | Titolo originale | Titolo italiano | Prima TV Stati Uniti | Pubblicazione Italia |
| -- | ---------------- | --------------- | -------------------- | -------------------- |
| 1  | Episode 1        | Episodio 1      | 12 marzo 2017        | 17 ottobre 2017      |
| 2  | Episode 2        | Episodio 2      | 19 marzo 2017        | 17 ottobre 2017      |
| 3  | Episode 3        | Episodio 3      | 26 marzo 2017        | 17 ottobre 2017      |
| 4  | Episode 4        | Episodio 4      | 2 aprile 2017        | 17 ottobre 2017      |
| 5  | Episode 5        | Episodio 5      | 9 aprile 2017        | 17 ottobre 2017      |
| 6  | Episode 6        | Episodio 6      | 16 aprile 2017       | 17 ottobre 2017      |
| 7  | Episode 7        | Episodio 7      | 23 aprile 2017       | 17 ottobre 2017      |
| 8  | Episode 8        | Episodio 8      | 30 aprile 2017       | 17 ottobre 2017      |

## Episodio 1
- Titolo originale: Episode 1
- Diretto da: So Yong Kim
- Scritto da: John Ridley

### Trama
Un operaio messicano senza documenti scopre che la servitù moderna prospera in una comunità agricola; una donna scopre la scioccante verità dietro la ricchezza di una famiglia; un'assistente sociale vuole che una giovane prostituta testimoni in tribunale contro il suo datore di lavoro.

## Episodio 2
- Titolo originale: Episode 2
- Diretto da: Julie Hébert
- Scritto da: John Ridley

### Trama
Luis si sprofonda nella servitù nella fattoria, mentre il capitano del campo Isaac instaura una relazione complicata con Coy. Jeanette si rende conto del ruolo della sua famiglia nello sfruttamento dei lavoratori agricoli.

## Episodio 3
- Titolo originale: Episode 3
- Diretto da: Victoria Mahoney
- Scritto da: Janine Salinas Schoenberg e Moisés Zamora

### Trama
Luis ottiene informazioni importanti sul figlio scomparso, mentre Coy é testimone di un terribile incidente. Shae si chiede se dovrebbe restare al rifugio.

## Episodio 4
- Titolo originale: Episode 4
- Diretto da: Steph Green
- Scritto da: Sonay Hoffman

### Trama
Jeanette cerca di trovare la sua voce nella famiglia Hesby e Kimara esplora le opzioni finanziarie per pagare la fecondazione in vitro. Shae prende una decisione sulla propria gravidanza.

## Episodio 5
- Titolo originale: Episode 5
- Diretto da: Tanya Hamilton
- Scritto da: Keith Huff

### Trama
Dustin introduce Shae nel mondo del lavoro sessuale online. Dopo aver lasciato il marito, Jeanette trova un posto dove vivere e i mezzi per mantenersi. Gli affari e i problemi personali di Nick e Clair peggiorano.

## Episodio 6
- Titolo originale: Episode 6
- Diretto da: Ramsey Nickell
- Scritto da: Steve Harper

### Trama
Nick sfoga le sue frustrazioni su Clair che diventa sempre più violenta e controlla la sua tata Gabriella. Shae si adatta alla prostituzione online.

## Episodio 7
- Titolo originale: Episode 7
- Diretto da: John Krokidas
- Scritto da: Kirk A. Moore

### Trama
La vita di Dustin è in pericolo dopo un altro incidente alla webcam house, rivolgendosi a Kimara che sta affrontando un dilemma morale e vuole una pausa dal lavoro.

## Episodio 8
- Titolo originale: Episode 8
- Diretto da: Jessica Yu
- Scritto da: Julie Hébert

### Trama
Kimara cerca di convincere Dustin a raccontare alla polizia dei crimini alla webcam house.